# Protosphyraena
O Protosphyraena é um gênero de peixe carnívoro extinto da família Xiphiidae. Media cerca de 2 metros de comprimento, com uma cabeça semelhante a do peixe-espada e caninos afiados. Seus fósseis foram encontrados até 2006 na América do Norte, Austrália e Europa. Quatro espécies são conhecidas: P. nitida, P. perniciosa, P. gladius e P. bentonianum.